# Hermann Schüling (Bibliothekar)
Hermann Schüling (* 16. April 1926 in Vardingholt (Kreis Borken); † 29. Dezember 2019 in Sarstedt) war ein deutscher Bibliothekar und Philosoph.

## Leben
Hermann Schüling studierte Philosophie, Psychologie, Geschichte und Germanistik an den Universitäten in Münster, Köln und Bonn. 1954 legte er die Prüfung als Diplom-Psychologe ab, 1955 promovierte er an der Universität Bonn. Im Jahre 1956 legte er das Staatsexamen in den Fächern Philosophie und Germanistik für den höheren Schuldienst ab. 1959 trat er als Bibliotheksreferendar an der Universitätsbibliothek Bonn in die Ausbildung für den höheren Bibliotheksdienst ein und legte 1961 die Fachprüfung am Bibliothekar-Lehrinstitut des Landes Nordrhein-Westfalen ab. Seit 1961 war er dann an der Universitätsbibliothek Gießen tätig, die er ab 1968 als Bibliotheksdirektor, ab 1978 bis 1985 als Leitender Bibliotheksdirektor führte. In seine Amtszeit fiel der Neubau der Gießener Universitätsbibliothek, der 1984 eingeweiht wurde. Im folgenden Jahr wurde Schüling in den vorzeitigen Ruhestand versetzt.
Sein Sohn Joachim Schüling (* 1957) leitete von 2002 bis 2021 die Universitätsbibliothek der Technischen Universität Clausthal.

## Schriften (Auswahl)
- Begriff und Bewertung der Erfahrung bei Spinoza. Dissertation Universität Bonn 1955.
- Bibliographie der im 17. Jahrhundert in Deutschland erschienenen logischen Schriften. Universitätsbibliothek Gießen 1963.
- Ursprünge der rationalen Naturbeherrschung (= Philosophia naturalis / Beihefte, Bd. 3). Hain, Meisenheim am Glan 1963.
- Die Drucke der Kölner Offizin von Johannes Prael (1530–1537) (= Arbeiten aus dem Bibliothekar-Lehrinstitut des Landes Nordrhein-Westfalen, Bd. 23). Greven, Köln 1963.
- Bibliographisches Handbuch zur Geschichte der Psychologie. Das 17. Jahrhundert (= Berichte und Arbeiten aus der Universitätsbibliothek und dem Universitätsarchiv Gießen, Bd. 5). Universitätsbibliothek Gießen 1964.
- Bibliographischer Wegweiser zu dem in Deutschland erschienenen Schrifttums des 17. Jahrhunderts (= Berichte und Arbeiten aus der Universitätsbibliothek und dem Universitätsarchiv Gießen, Bd. 4). Universitätsbibliothek Gießen 1964.
- Die Inkunabeln der Universitätsbibliothek Gießen (= Berichte und Arbeiten aus der Universitätsbibliothek und dem Universitätsarchiv Gießen, Bd. 8). Universitätsbibliothek Gießen 1966.
- Bibliographie der psychologischen Literatur des sechzehnten Jahrhunderts (= Studien und Materialien zur Geschichte der Philosophie, Bd. 4). Olms, Hildesheim 1967.
- Die Postinkunabeln der Universitätsbibliothek Gießen (= Berichte und Arbeiten aus der Universitätsbibliothek und dem Universitätsarchiv Gießen, Bd. 10). Universitätsbibliothek Gießen 1967.
- Denkstil. Beschreibung und Deutung der Denkformen. 2. Aufl. Henn, Ratingen 1967.
- Die Geschichte der axiomatischen Methode im 16. und beginnenden 17. Jahrhundert (= Studien und Materialien zur Geschichte der Philosophie, Bd. 13). Olms, Hildesheim 1969.
- Erhard Weigel (1625–1699). Materialien zur Erforschung seines Wirkens (= Berichte und Arbeiten aus der Universitätsbibliothek und dem Universitätsarchiv Gießen, Bd. 18). Universitätsbibliothek Gießen 1970.
- Zur Geschichte der ästhetischen Wirkung. Bibliographie der Abhandlungen über den Kitsch (= Schriften zur Ästhetik und Kunstwissenschaft, Bd. 1). Universitätsbibliothek Gießen 1971.
- Die Dissertationen und Habilitationsschriften der Universität Gießen im 18. Jahrhundert (= Berichte und Arbeiten aus der Universitätsbibliothek und dem Universitätsarchiv Gießen, Bd. 26). Universitätsbibliothek Gießen 1976.
- Erkenntnistheorie. Gießen 1979.
- Handschriftenkataloge der Universitätsbibliothek Gießen. Bd. 1ff. Gießen 1979ff.
- Die Dissertationen und Habilitationsschriften der Universität Gießen 1650–1700. Bibliographie. Saur, München 1980, ISBN 3-598-10336-0.
- (Hrsg.): Festschrift zur offiziellen Übergabe der neuen Universitätsbibliothek Gießen am 23. Mai 1984. Universitätsbibliothek Gießen 1984.
- Die Universitätsbibliothek Gießen im neuen Gebäude. In: Gießener Universitätsblätter, Bd. 17 (1984), S. 79–91.
- Wörterbuch der westmünsterländischen Mundart von Rhede-Vardingholt, Kr. Borken (= Schriftenreihe des Heimatvereins Rhede, Bd. 6). Schüling, Fernwald 1987.
- Katalog einer Sammlung von Gesang- und Gebetbüchern. Universitätsbibliothek Gießen 1992.
- System und Evolution des menschlichen Erkennens. Ein Handbuch der evolutionären Erkenntnistheorie. 12 Bände. Olms, Hildesheim 1998–2010.